# Škoda Octavia
Škoda Octavia er modelbetegnelsen for to forskellige bilserier fra bilfabrikanten Škoda Auto fra forskellige faser i firmaets historie. I Kina sælges den siden 2004 byggede generation under navnet Ming Rui, og i Indien Laura.
Škoda Octavia var først en mellem foråret 1959 og efteråret 1971 af AZNP Škoda bygget bil, som var en teknisk forbedret og omdøbt udgave af Škoda 440. Dette navn stod for mærkets ottende efterkrigsmodel.
I efteråret 1996 introduceredes igen en lille mellemklassebil under dette navn. Det var Škodas første model, som Volkswagen udviklede og fremstillede for Škoda efter at de havde overtaget Škoda i 1991. Teknisk set var bilen baseret på Volkswagen Golf IV. Af første generation af den nye modelserie solgtes frem til 2010 1.442.000 eksemplarer.
I foråret 2004 kom den anden generation på markedet, som benyttede teknik fra Golf V. Dog solgtes forgængeren frem til slutningen af 2010 som Octavia Tour (i Østrig Octavia Drive) sideløbende med den nye model. Siden 2006 bygges Octavia også i Kina. Der findes montagefabrikker i Indien, Rusland, Kasakhstan, Ukraine og Bosnien.
I februar 2013 introduceredes den tredje generation af Octavia med teknik fra Golf VII og flere nyheder. Først fulgte hatchbackudgaven, mens Combi-modellen fulgte i slutningen af maj.

## Generationerne
- Škoda Octavia 
1959–1971
- Octavia I (type 1U)
1996–2000
- Octavia I (type 1U, facelift)
2000−2010
- Octavia II (type 1Z)
2004−2012
- Octavia II (type 1Z, facelift)
2009−2013
- Octavia III (type 5E)
2013−2020
- Octavia IV
2020−